# Silvatares ornithocephalus
Silvatares ornithocephalus is een schietmot uit de familie Pisuliidae. De soort komt voor in het Afrotropisch gebied.